# Rhinomyza atricincta
Rhinomyza atricincta är en tvåvingeart som först beskrevs av Schuurmans Stekhoven 1928.  Rhinomyza atricincta ingår i släktet Rhinomyza och familjen bromsar. Inga underarter finns listade i Catalogue of Life.